# NGC 1016
NGC 1016 est une vaste galaxie elliptique située dans la constellation de la Baleine. NGC 1016 a été découverte par l'astronome allemand Albert Marth en 1865.

## Caractéristiques
Sa vitesse par rapport au fond diffus cosmologique est de 6 254 ± 21 km/s, ce qui correspond à une distance de Hubble de 92,2 ± 6,5 Mpc (∼301 millions d'al).
À ce jour, cinq mesures non basées sur le décalage vers le rouge (redshift) donnent une distance de 80,140 ± 18,979 Mpc (∼261 millions d'al), ce qui est à l'intérieur des valeurs de la distance de Hubble. Notons cependant que c'est avec la valeur moyenne des mesures indépendantes, lorsqu'elles existent, que la base de données NASA/IPAC calcule le diamètre d'une galaxie et qu'en conséquence le diamètre de NGC 1016 pourrait être d'environ 67,1 kpc (∼219 000 al) si on utilisait la distance de Hubble pour le calculer.

## Groupe de NGC 1016
La galaxie NGC 1016 est la plus grosse et la plus brillante d'un groupe d'au moins 10 galaxies qui porte son nom. Les 9 autres galaxies du groupe de NGC 1016 sont NGC 1004, NGC 1085, IC 232, IC 241, IC 1843, UGC 2018, UGC 2019, UGC 2024 et UGC 2051. Dans l'article de Mahtessian, ces quatre dernières galaxies sont dénotées 0230+0003 (pour CGCG 0230.1+0003), 0230+0024 (pour CGCG 0230.1+0024), 0230+0012 (pour CGCG 0230.4+0012) et 0231+0108 (pour CGCG 0231.5+0128)